# La Vacheresse-et-la-Rouillie
La Vacheresse-et-la-Rouillie è un comune francese di 124 abitanti situato nel dipartimento dei Vosgi nella regione del Grand Est.

## Società

### Evoluzione demografica
Abitanti censiti